# Keith Morris

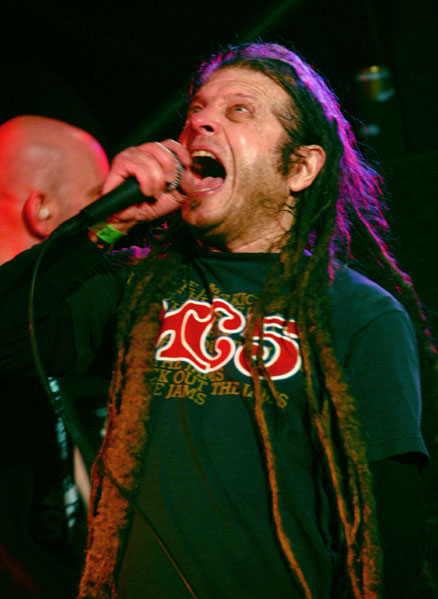
Keith Morris als zanger bij Circle Jerks.

Keith Morris (Hermosa Beach, Californië, 18 september 1955) is een Amerikaanse zanger.
Toen hij 21 jaar was werd hij de frontman van Black Flag op de debuut EP Nervous Breakdown. In 1979 verliet hij Black Flag, waarna Ron Reyes en Henry Rollins hem opvolgde. Samen met gitarist Greg Hetson vormde hij de band Circle Jerks. Van 1980 tot en met 1995 heeft de band 7 albums uitgebracht.
In 2009 begint hij samen met gitarist Dimitri Coats, bassist Steven Shane McDonald en drummer Mario Rubalcaba de supergroep Off!

## Albums

### Black Flag
- Nervous Breakdown (EP) (1978)
- Everything went Black (1982) (hier zingt hij niet alle nummers)

### Circle Jerks
- Group Sex (1980)
- Wild in the Streets (1982)
- Golden Shower of Hits (1983)
- Wonderful (1985)
- VI (1987)
- Gig (1992)
- Oddities, Abnormalities and Curiosities (1995)

### Midget Handjob
- Midnight Snack Break at the Poodle Factory (2000)

### Off!
- First Four EPs (2010)
- Off! (2012)
- Wasted Years (2014)

- International Standard Name Identifier: 0000 0000 4421 7376
- Library of Congress Control Number: no2006099479
- MusicBrainz: 6102710c-0c36-48df-9b95-e01c9264562c
- Virtual International Authority File: 53910493
- WorldCat: E39PBJm4PDYCT3TbGVt6gbpHG3